# Onze-Lieve-Vrouwebasiliek (L'Épine)
De Onze-Lieve-Vrouwebasiliek van L'Épine (Frans: basilique Notre-Dame de l'Épine) is een flamboyant gotische kerk in de Franse Champagnestreek, onder meer beroemd om haar gargouilles. Dat het dorp een gebedshuis met de allure van een kathedraal heeft, komt doordat het een bedevaartsoord was op de pelgrimsroute naar Santiago de Compostella.

## Geschiedenis
Begin 13e eeuw was er een Onze-Lieve-Vrouwekapel in L'Épine. Nadat herders volgens de legende een Mariabeeld ongeschonden uit een brandende doornstruik hadden gehaald, werd in 1405-06 begonnen met de bouw van de huidige kerk, die in 1527 gereed was.
Van de linkse (laagste) toren werd in 1798 de spits weggehaald om een chappetelegraaf te installeren op de lijn Parijs-Straatsburg. De kerk werd in 1840 beschermd als monument historique. Na het stopzetten van de optische telegraaf werd de toren in 1868 met een subsidie van Napoleon III in zijn oorspronkelijke staat hersteld.
Onder de reizigers die de kerk kwamen bewonderen, waren auteurs als Hugo, Dumas père, Huysmans en Claudel, die allemaal over de Notre-Dame van L'Épine geschreven hebben.
De kerk is in 1914 verheven tot de rang van basiliek. In 1998 werd ze ingeschreven op de Unescolijst van werelderfgoed als onderdeel van de Pelgrimsroutes in Frankrijk naar Santiago de Compostella.

## Beschrijving
De stijl van de kerk is homogeen gotisch. Aan de buitenzijde zijn 123 fantasievolle waterspuwers bewaard. Klaarblijkelijk is de gevel, met drie gesculpteerde portalen, een roosvenster en twee spitse torens, geïnspireerd door de kathedraal van Toul. De rechtertoren is 55 meter hoog.
Binnen is een imposant 15e-eeuws doksaal te bezichtigen, met aan weerszijden trappen en erboven een Calvarie op een gloriebalk. Rechts in het doksaal is het miraculeuze beeld ingewerkt waaraan de basiliek haar naam dankt. Voorts:

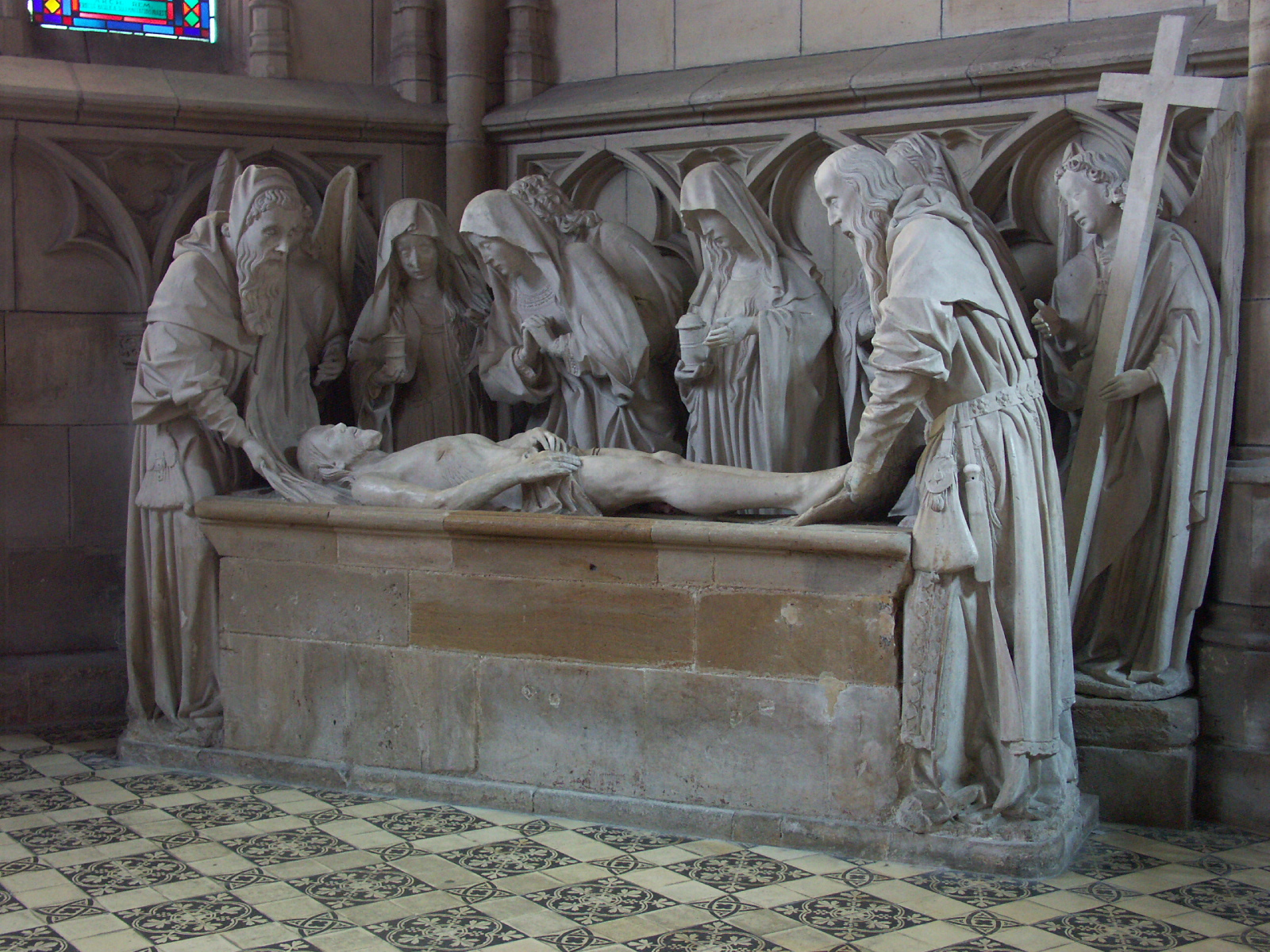
Graflegging (16e-eeuwse beeldengroep)

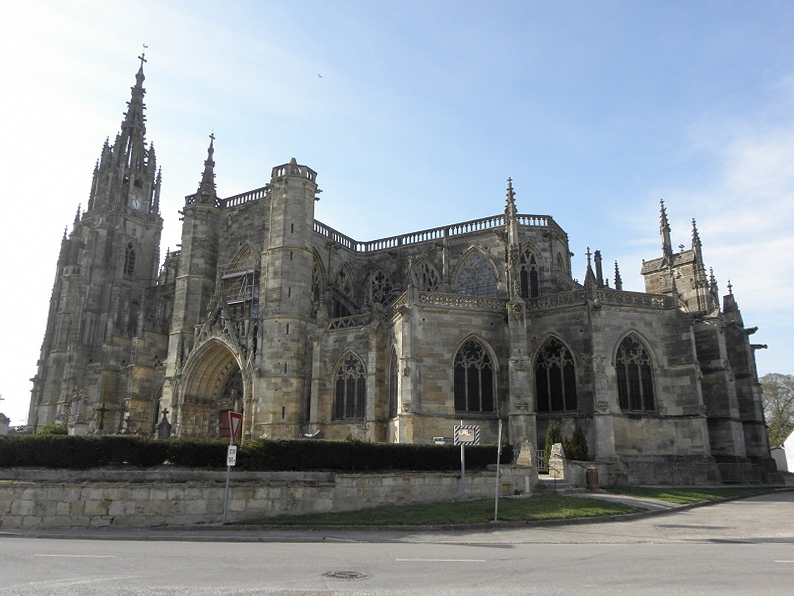
Zuidkant en kooromgang met vijf straalkapellen

- Een 16e-eeuwse beeldengroep van de Graflegging.
- Een gezeten Maagd (15e eeuw) en een houten Sint-Jacob (16e eeuw).
- Altaren uit 1542.
- Een 16e-eeuwse orgelkast en tribune, met acht apostelen en zeven heidense goden.
- Een koororgel van Merklin (1889).
- Brandglasramen uit de 19e en 20e eeuw.

## Afbeeldingen van waterspuwers
|  |  |  |  |  |